# Ophiogomphus obscurus
Ophiogomphus obscurus là loài chuồn chuồn trong họ Gomphidae. Loài này được Bartenev mô tả khoa học đầu tiên năm 1909.